# 拉维耶尔
拉维耶尔（法語：Ravières，法語發音：[ʁavjɛʁ]）是法国勃艮第-弗朗什-孔泰大区约讷省的一个市镇，属于阿瓦隆区。

## 地理
拉维耶尔（47°44'5"N, 4°13'41"E）面积21.85 平方千米，位于法国勃艮第-弗朗什-孔泰大區约讷省，该省份为法国中北部内陆省份，西接卢瓦雷省，西北接塞纳-马恩省，南至涅夫勒省，东临科多尔省，东北与奥布省接壤。
与拉维耶尔接壤的市镇（或旧市镇、城区）包括：斯蒂尼、阿涅尔昂蒙塔涅、韦尔多内、沙西涅勒、克里、瑞利、尼伊。

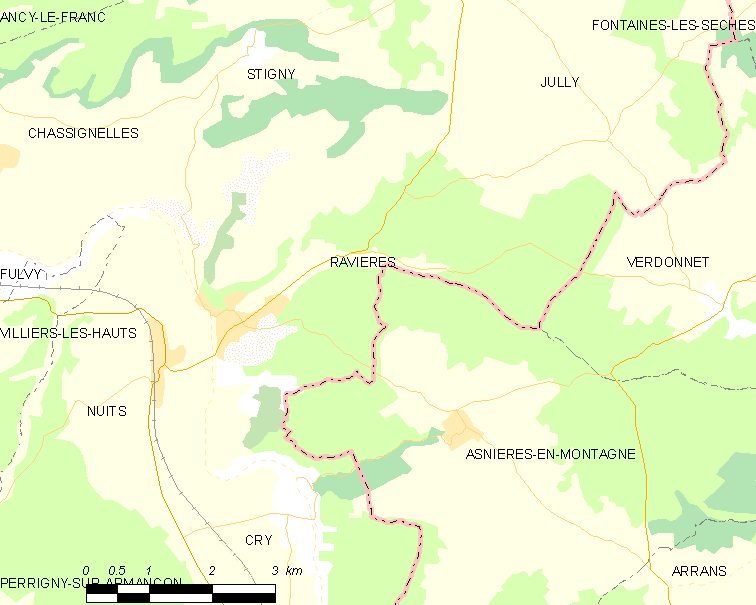
拉维耶尔的OSM定位图

拉维耶尔的时区为UTC+01:00、UTC+02:00（夏令时）。

## 行政
拉维耶尔的邮政编码为89390，INSEE市镇编码为89321。

## 政治
拉维耶尔所属的省级选区为托内鲁瓦县。

## 人口

1962-2008年间拉维耶尔人口变化图示

拉维耶尔于2022年1月1日时的人口数量为727人。